# Robotron Z1013

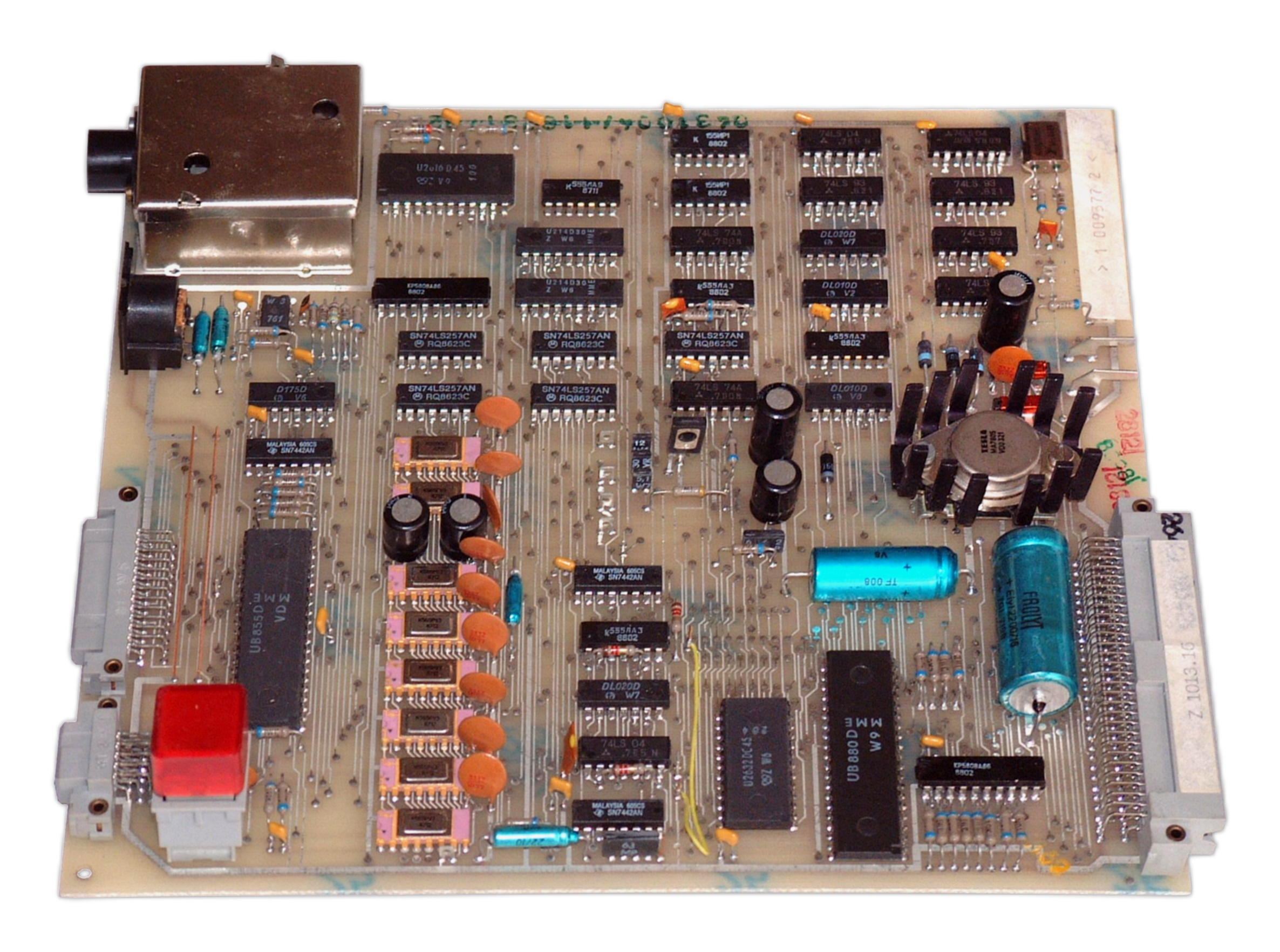
Motherboard dello Z1013. La Cpu U880 in basso a destra.

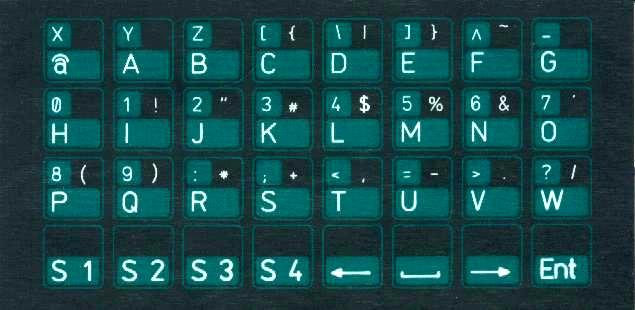
La tastiera a membrana dello Z1013.

Il Z1013 è un home computer a 8 bit prodotto nel 1985 dalla VEB Robotron nella Repubblica Democratica Tedesca.
Impiega un microprocessore U880 (clone dello Zilog Z80) ed è dotato di una tastiera a membrana.

## Specifiche tecniche
- Dimensioni 215 mm X 230 mm
- CPU UB 880 D a 1 MHz
- RAM 16 KB (max. 64 KB)
- ROM 4 KB
- Tastiera a 32 tasti alfanumerica
- Linguaggio di programmazione BASIC